# Corridors of Power
Corridors of Power je třetí sólové studiové album kytaristy Gary Moorea, vydané v roce 1982. Album vyšlo u Virgin Records a produkoval ho Jeff Glixman.

## Seznam skladeb
| Strana 1 | Strana 1                   | Strana 1                                    | Strana 1 |
| Pořadí   | Název                      | Autor                                       | Délka    |
| -------- | -------------------------- | ------------------------------------------- | -------- |
| 1.       | Don't Take Me for a Loser  | Moore                                       | 4:17     |
| 2.       | Always Gonna Love You      | Moore                                       | 3:56     |
| 3.       | Wishing Well               | Rodgers, Kirke, Yamauchi, Bundrick, Kossoff | 4:06     |
| 4.       | Gonna Break My Heart Again | Moore                                       | 3:19     |
| 5.       | Falling in Love with You   | Moore                                       | 4:52     |

| Strana 2       | Strana 2                    | Strana 2       | Strana 2 |
| Pořadí         | Název                       | Autor          | Délka    |
| -------------- | --------------------------- | -------------- | -------- |
| 1.             | End of the World            | Moore          | 6:53     |
| 2.             | Rockin' Every Night         | Moore, Paice   | 2:48     |
| 3.             | Cold Hearted                | Moore          | 5:12     |
| 4.             | I Can't Wait Until Tomorrow | Moore          | 7:47     |
| Celková délka: | Celková délka:              | Celková délka: | 43:10    |

## Sestava
- Gary Moore – kytara, zpěv, doprovodný zpěv
- Ian Paice – bicí, perkuse
- Neil Murray – baskytara
- Tommy Eyre – klávesy
- John Sloman – doprovodný zpěv
- Jack Bruce – zpěv (spolu s Gary Mooreem) v „End of the World“
- Bobby Chouinard – bicí v „End of the World“
- Mo Foster – baskytara v „Falling in Love with You“
- Don Airey – klávesy v „Falling in Love with You“